# Radio Mitumba
La Radio Mitumba est une radio d’informations de la ville d'Uvira au Sud-Kivu au Congo-Kinshasa.